# Саммер Глау
Са́ммер Лін Гла́у (англ. Summer Lyn Glau; нар. 24 липня 1981, Сан-Антоніо, Техас, США) — американська балерина та акторка.
Кінокар'єра Саммер почалася, коли їй було 21, з появи в епізоді «Waiting in the Wings» телесеріалу «Ангел». Найбільш відома за роллю Рівер Тем в телесеріалі «Світлячок» і створеному на його основі художньому фільмі «Місія Сереніті», а також дівчини-кіборга Кемерон Філліпс у фантастичному телесеріалі «Термінатор: Хроніки Сари Коннор», за виконання ролі якої в 2008 році Саммер була відзначена кінопремією «Сатурн» в номінації «Найкраща акторка другого плану».

## Фільмографія
| Рік       |    | Українська назва                             | Оригінальна назва                                 | Роль                                                      |
| --------- | -- | -------------------------------------------- | ------------------------------------------------- | --------------------------------------------------------- |
| 2002      | с  | Ангел                                        | Angel                                             | Балерина                                                  |
| 2002—2003 | с  | Світляк                                      | Firefly                                           | Рівер Тем                                                 |
| 2003      | с  | Детектив Раш                                 | Cold Case                                         | Пейдж Прет                                                |
| 2004      | ф  | Нічна тусовка                                | Sleepover                                         | Дівчина, що продає квитки                                 |
| 2004      | с  | C.S.I.: Місце злочину                        | CSI: Crime Scene Investigation                    | Менді Купер                                               |
| 2005      | ф  | Місія Сереніті                               | Serenity                                          | Рівер Тем                                                 |
| 2006      | ф  | Мамонт                                       | Mammoth                                           | Jack Abernathy                                            |
| 2006      | ф  | Посвячення Сари                              | The Initiation of Sarah                           | Ліндсі Гудвін                                             |
| 2006—2007 | с  | Загін                                        | The Unit                                          | Кристел Бернс                                             |
| 2006—2007 | с  | 4400                                         | The 4400                                          | Тес Дорнер                                                |
| 2008—2009 | с  | Термінатор: Хроніки Сари Коннор              | Terminator: The Sarah Connor Chronicles           | Камерон Філіпс / Елісон Янг                               |
| 2009      | с  | Теорія великого вибуху                       | The Big Bang Theory                               | Камео (епізод 2x17)                                       |
| 2009—2010 | с  | Клуб ляльок                                  | Dollhouse                                         | Бенет Хелверсон                                           |
| 2010      | с  | Чак                                          | Chuck                                             | Грета                                                     |
| 2010      | ф  | Смертельный медовий місяць                   | Deadly Honeymoon                                  | Ліндсі                                                    |
| 2010      | ф  | Легенда про ворота Пекла: Американська змова | The Legend of Hell's Gate: An American Conspiracy | Maggie Moon                                               |
| 2010—2011 | с  | Плащ                                         | The Cape                                          | Orwell                                                    |
| 2011      | с  | Люди Альфа                                   | Alphas                                            | Скайлер Адамс (епізоди 1x7, 2x6, 2х12, 2х13)              |
| 2012      | с  | Анатомія Грей                                | Grey's Anatomy                                    | медсестра Емілі Ковач (2 епізоди)                         |
| 2012      | ф  | Допомога для свят                            | Help for the Holidays                             | Крістіна                                                  |
| 2013      | с  | Гаваї 5.0                                    | Hawaii Five-0                                     | Меггі Хоапілі (епізод 3х16)                               |
| 2013      | с  | Спецназ: Сан-Дієго                           | NTSF:SD:SUV                                       | Олівія Фремптон (епізод 3.01                              |
| 2013      | ф  | Лицарі королівства Крутизни                  | Knights of Badassdom                              | Ґвен                                                      |
| 2013—2014 | с  | Стріла                                       | Arrow                                             | Ізабель Рошев (9 епізодів)                                |
| 2014      | с  | Секвестер (мінісеріал)                       | Sequestered                                       | Анна Брандт (головна роль)                                |
| 2014      | с  |                                              | Jeff 1000                                         | Саммер Глау                                               |
| 2015      | кф | Тупик                                        | Dead End                                          |                                                           |
| 2015      | с  |                                              | Con Man                                           | Жінка з макіяжем (пілотний епізод), Мартіна (епізод 1.07) |
| 2016      | с  | Касл                                         | Castle                                            | Кендал Фрост (епізод 8.14)                                |
| 2019      | с  | Убивці У                                     | Wu Assassins                                      | Вода У / пані Джонс (2 епізоди)                           |

## Особисте життя
Саммер зустрічалася з фотографом Купером Рейнолдсом. Пізніше вийшла заміж за актора Вела Моррісона (англ. Val Morrison). Подружжя має дві доньки: Мілена Джо (нар. січень 2015) та Санні Ізабу (нар. жовтень  2017)

## Нагороди та номінації
| Рік  | Нагорода          | Категорія                                                           | Виробництво                     | Результат                          |
| ---- | ----------------- | ------------------------------------------------------------------- | ------------------------------- | ---------------------------------- |
| 2005 | SFX Award         | Найкраща жіноча роль                                                | Місія Сереніті                  | Виграли                            |
| 2006 | SyFy Genre Awards | Найкраща жіноча роль / фільм                                        | Місія Сереніті                  | Номінований                        |
| 2006 | Премія Сатурн     | Найкраща актриса другого плану                                      | Місія Сереніті                  | Виграла                            |
| 2008 | Премія Сатурн     | Найкраща актриса другого плану на телебаченні                       | Термінатор: Хроніки Сари Коннор | Виграла (рівня з Елізабет Мітчелл) |
| 2008 | Премія «Крик».    | Найкраща жіноча роль у науково-фантастичному фільмі або телесеріалі | Термінатор: Хроніки Сари Коннор | Номінований                        |
| 2008 | Teen Choice Award | Найкраща телевізійна актриса: пригодницький бойовик                 | Термінатор: Хроніки Сари Коннор | Номінований                        |
| 2008 | Teen Choice Award | Найкраща телевізійна зірка                                          | Термінатор: Хроніки Сари Коннор | Номінований                        |
| 2009 | Премія Сатурн     | Найкраща актриса другого плану на телебаченні                       | Термінатор: Хроніки Сари Коннор | Номінований                        |
| 2009 | Teen Choice Award | Найкраща телевізійна актриса: пригодницький бойовик                 | Термінатор: Хроніки Сари Коннор | Номінований                        |